# زیردریایی تیپ ۰۹۴
زیردریایی تیپ ۰۹۴ (نام چینی: ۰۹- IV و نام گزارش ناتو: کلاس جین) یک کلاس زیردریایی موشک بالستیک است که توسط چین برای نیروی زیردریایی نیروی دریایی ارتش آزادی‌بخش خلق ساخته شده‌است. تیپ ۰۹۴ جانشین زیردریایی تیپ ۰۹۲ و مدل پیش از زیردریایی تیپ ۰۹۶ است که در دست توسعه است.

## توصیف

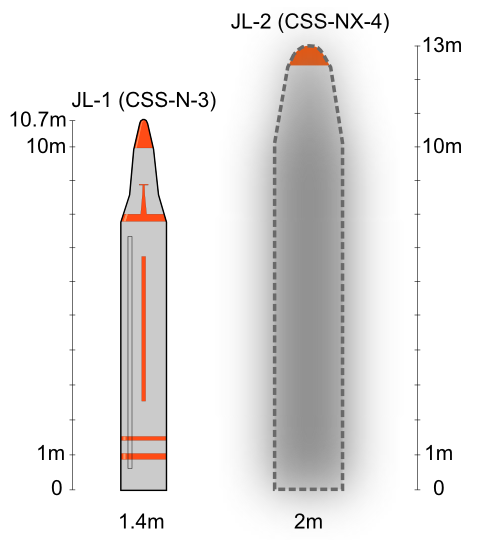
موشک‌های JL-1 و JL-2

طراحی تیپ ۰۹۴ احتمالاً بر اساس زیردریایی حمله هسته‌ای تیپ ۰۹۳ است. این تیپ، مجهز به ۱۲ موشک بالیستیک مبتنی بر زیردریایی جی‌ال-۲ هر کدام با برد تخمینی ۷٬۴۰۰ کیلومتر (۴٬۶۰۰ مایل) است. هر موشک، یک کلاهک حمل می‌کند. ۱۰
تیپ ۰۹۴ و جی‌ال-۲ نخستین بازدارندهٔ هسته‌ای قابل توجه چین در دریا است. ۱۱

## زیردریایی‌های تیپ ۰۹۴ تولیدشده
| نام              | شمارهٔ بدنه       | سازنده                   | پایه‌گذاری        | راه‌اندازی        | سفارش            | وضعیت            |
| ۰۹۴ را تایپ کنید | ۰۹۴ را تایپ کنید | ۰۹۴ را تایپ کنید         | ۰۹۴ را تایپ کنید | ۰۹۴ را تایپ کنید | ۰۹۴ را تایپ کنید | ۰۹۴ را تایپ کنید |
| ---------------- | ---------------- | ------------------------ | ---------------- | ---------------- | ---------------- | ---------------- |
|                  | ۴۱۱              | کشتی‌سازی بوهای، هولودائو | ۲۰۰۱             | ۲۸ ژوئیهٔ ۲۰۰۴    | مارس ۲۰۰۷        | فعال             |
| چانگ ژنگ 10      | ۴۱۲              | کشتی‌سازی بوهای، هولودائو | ۲۰۰۳             | ۲۰۰۶             | ۲۰۱۰             | فعال             |
| چانگ ژنگ 11      | ۴۱۳              | کشتی‌سازی بوهای، هولودائو | ۲۰۰۴             | دسامبر ۲۰۰۹      | ۲۰۱۲             | فعال             |
| چانگ ژنگ 18      | ۴۲۱              |                          |                  |                  | ۲۳ آوریل ۲۰۲۱    | فعال             |
| تیپ ۰۹۴اِی        |                  |                          |                  |                  |                  |                  |
|                  |                  |                          |                  |                  | ۲۰۲۰             | فعال             |
|                  |                  |                          |                  |                  | ۲۰۲۰             | فعال             |